# American Memorial Park
Der American Memorial Park auf der Insel Saipan (Nördliche Marianen) ist ein  National Memorial der Vereinigten Staaten. Es erinnert an Schlacht um die Marianen-Inseln im Zweiten Weltkrieg.
Freizeiteinrichtungen, ein Museum und ein Flaggen-Denkmal sollen die Erinnerung an die mehr als 4000 Toten wachhalten. Der Park ist im Besitz der Regierung des Commonwealth of the Northern Mariana Islands und wird von ihr in Zusammenarbeit mit dem National Park Service betrieben.

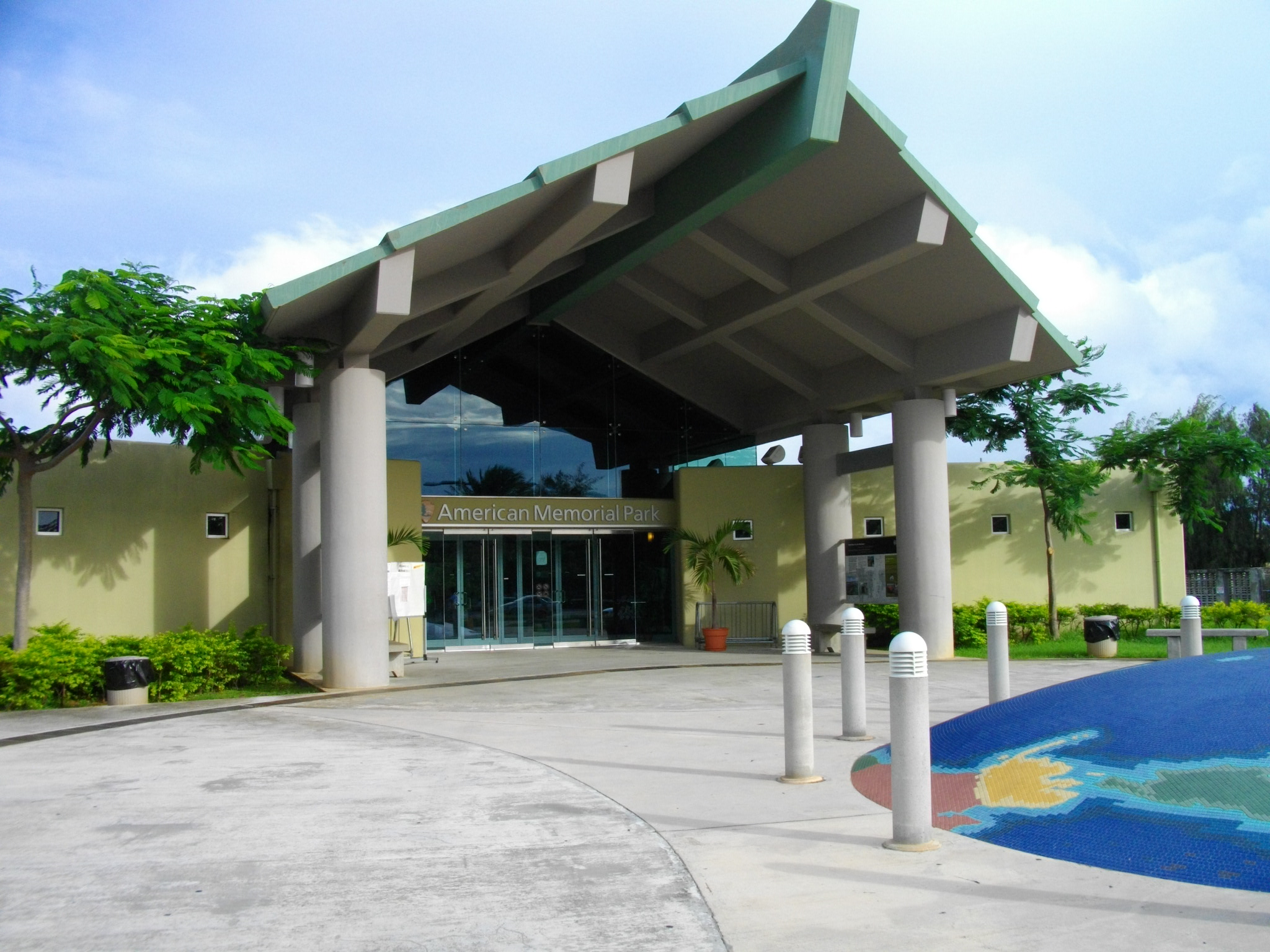
Besucherzentrum
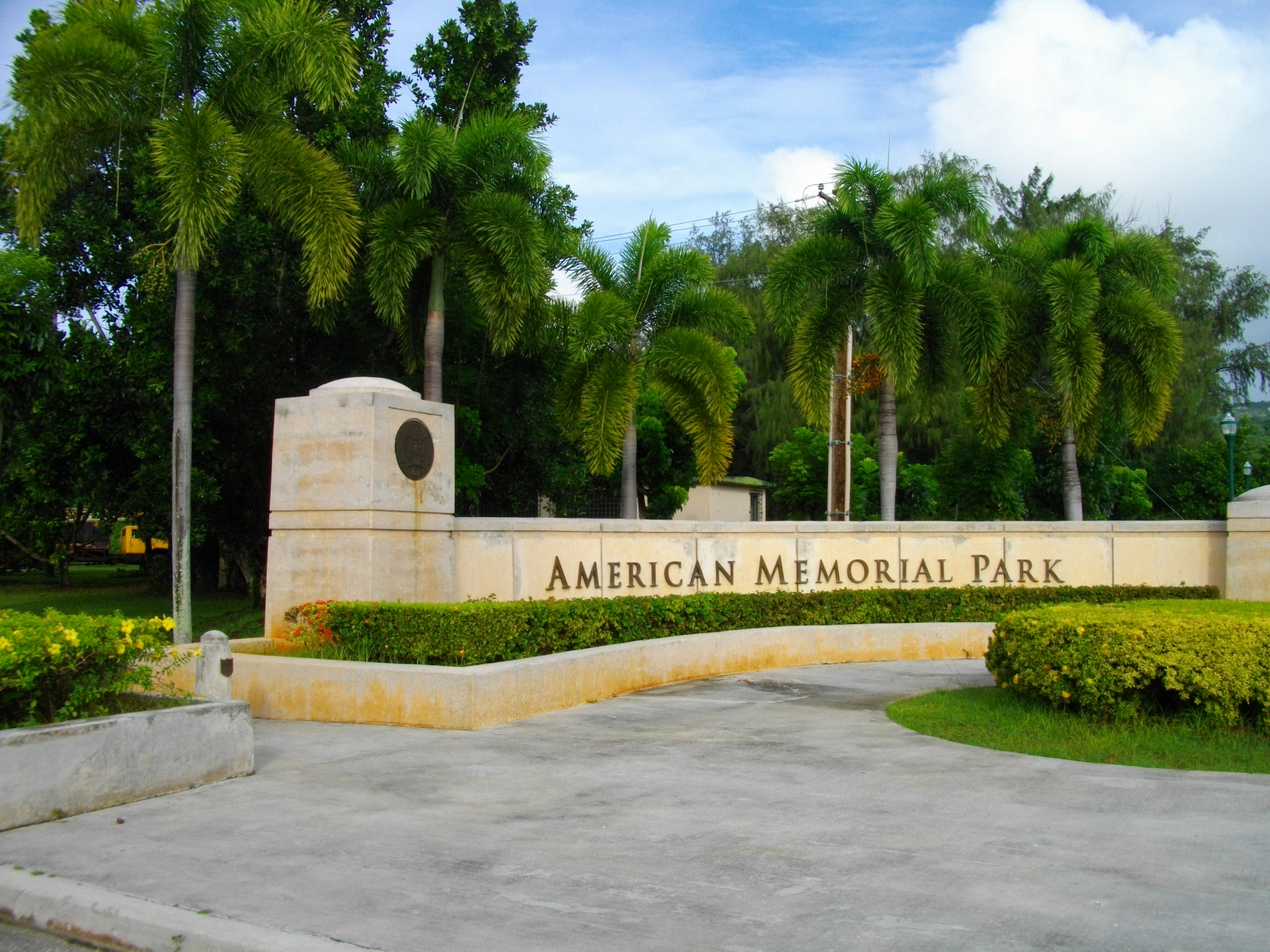
Parkanlage
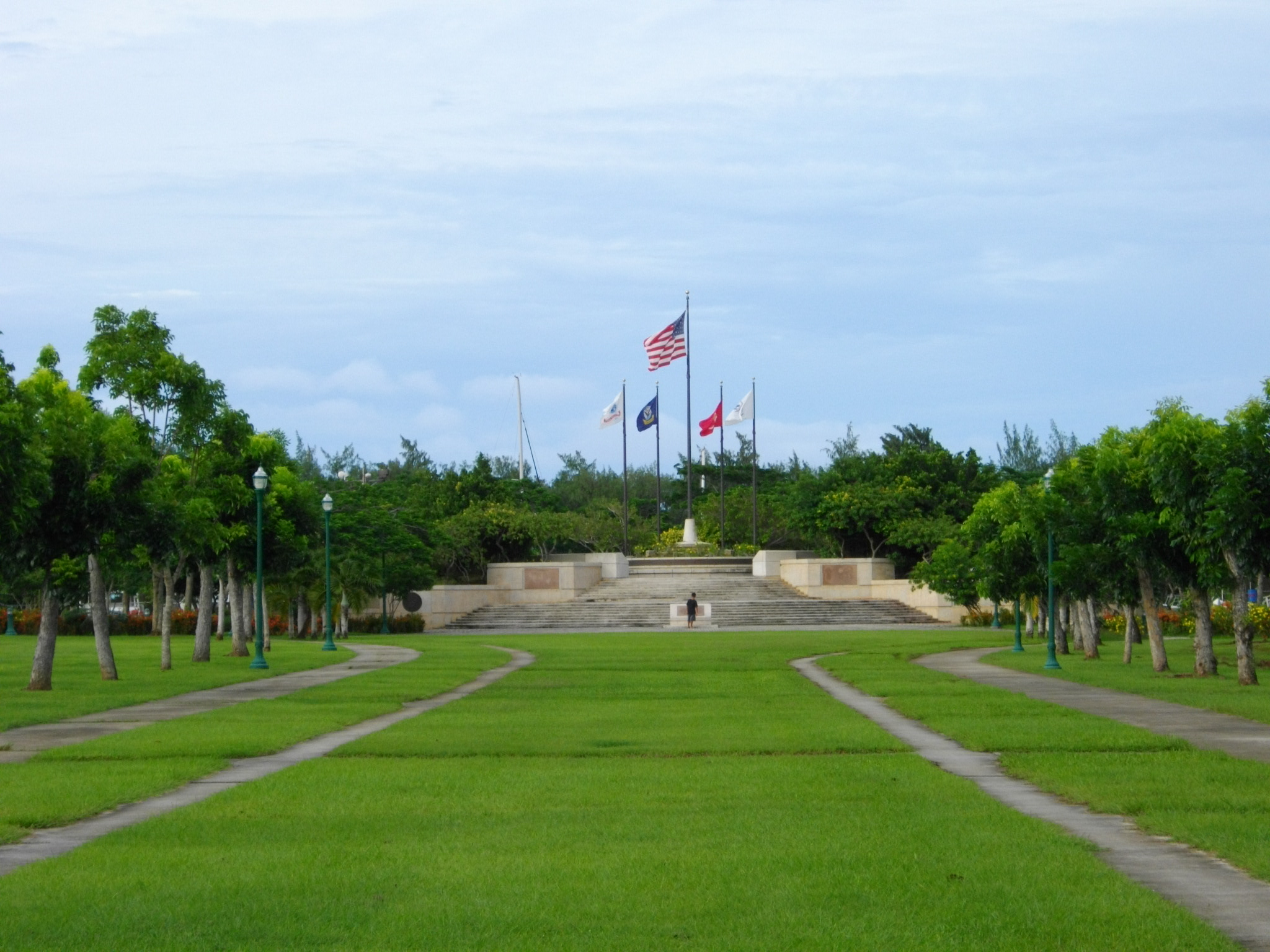
Parkanlage mit Flaggen-Denkmal
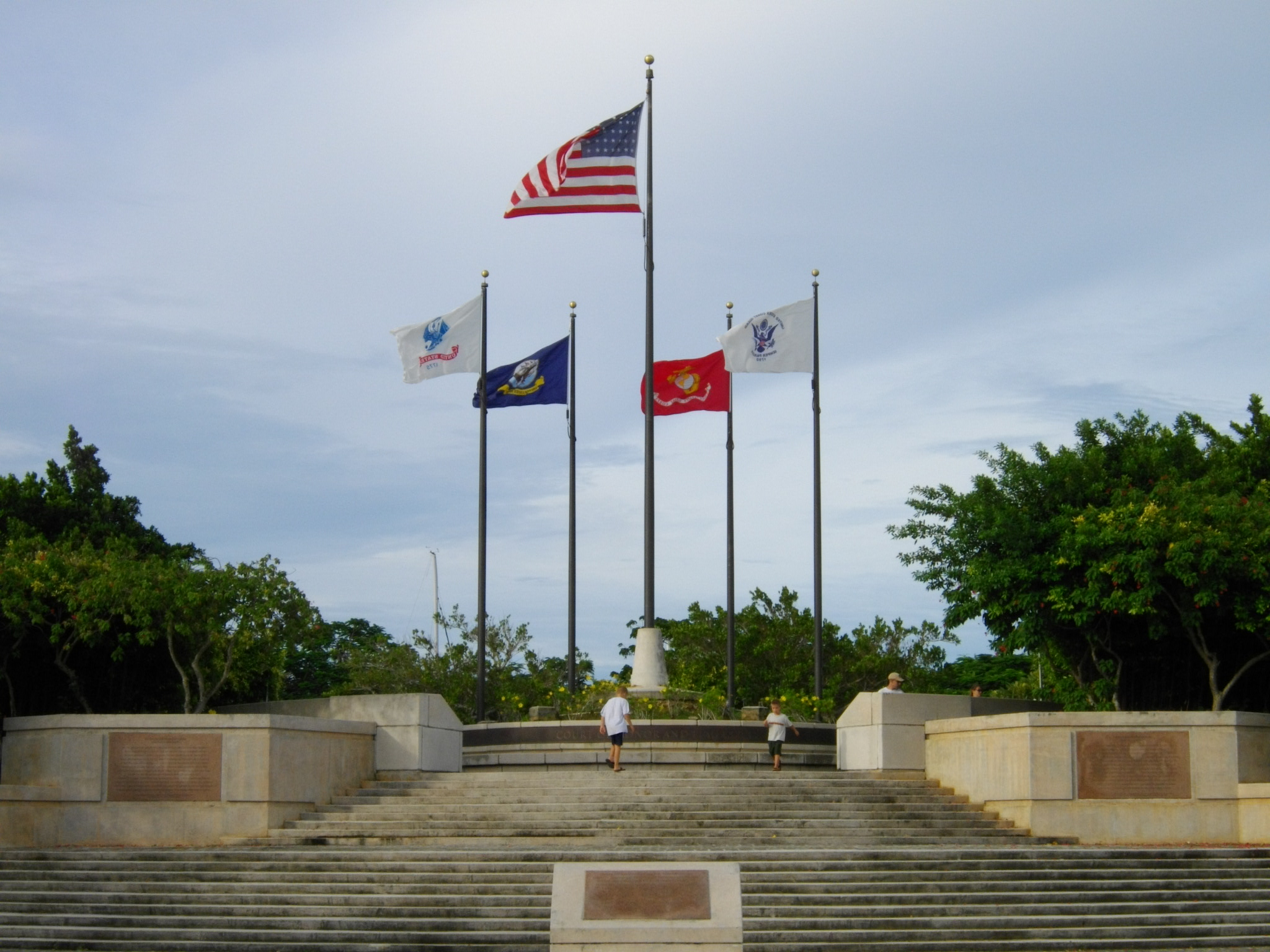
Flaggen-Denkmal